# 総の国オープン
総の国オープン（ふさのくにオープン）は、千葉県競馬組合が船橋競馬場で施行していた地方競馬のオープン特別競走である。

## 概要
2005年創設。2018年までオープン特別競走としては地方競馬で数少ない全国交流競走（中央競馬は含まず）として行われた。南関東以外の地区にとっては1着賞金500万円（2016年）が重賞並み、あるいはそれ以上のため地元なら重賞クラスという競走馬が集まった。2019年は、地方全国交流競走ではなく、南関東所属馬限定で行われ、同年をもって廃止となった。
牝馬限定のダートグレード競走であるマリーンカップ、クイーン賞と同日に施行されたことがある。2005年は日本テレビ盃同日に施行された。
以前は年に複数回行われていた。名称も2005年は3回ともふさの国オープンで、回次（第○回）が付されたが、2006年から2012年は上半期の開催では房の国オープン、下半期の開催では総の国オープンの名称で行われた。上半期に実施されていた房の国オープンは5月に開催されるダートグレード競走「かしわ記念」へのトライアル競走として位置付けられ、優勝馬にかしわ記念への優先出走権が与えられる競走であったが、2013年以後は、かしわ記念のトライアル競走として「柏の葉（かしわのは）オープン」が施行されており、「房の国オープン」は行われていない。

### 条件・賞金等（2019年）
出走条件
サラブレッド系3歳以上。
負担重量
別定
賞金額
1着500万円、2着200万円、3着125万円、4着75万円、5着50万円。

## 歴代優勝馬
| 施行日         | 距離  | 優勝馬             | 性齢 | 所属   | タイム | 優勝騎手   | 管理調教師 | 馬主                   |
| -------------- | ----- | ------------------ | ---- | ------ | ------ | ---------- | ---------- | ---------------------- |
| 2005年6月1日   | 1600m | イシノファミリー   | 牡5  | 川崎   | 1:38.3 | 的場文男   | 足立勝久   | 黛大介                 |
| 2005年9月23日  | 1600m | サクラハーン       | 牡6  | 船橋   | 1:41.5 | 内田博幸   | 川島正行   | （株）さくらコマース   |
| 2005年12月15日 | 1600m | ビーファイター     | 牡7  | 北海道 | 1:42.2 | 山口竜一   | 林正夫     | （有）坂東牧場         |
| 2006年4月5日   | 1600m | トーコーカント     | 牡6  | 兵庫   | 1:38.8 | 佐藤隆     | 吉行龍穂   | 森田藤治               |
| 2006年12月6日  | 1700m | ゲットゥザサミット | 騸5  | 笠松   | 1:47.2 | 御神本訓史 | 藤田正治   | （有）ミドルアイランド |
| 2007年4月4日   | 1800m | マルカカイゼル     | 牡8  | 浦和   | 1:51.6 | 金子正彦   | 冨田藤男   | 栗原清子               |
| 2007年12月5日  | 1600m | ブルーローレンス   | 牡6  | 川崎   | 1:41.0 | 戸崎圭太   | 足立勝久   | 黛大介                 |
| 2008年4月2日   | 1800m | ノムラリューオー   | 牡9  | 船橋   | 1:55.2 | 坂井英光   | 石井勝男   | 野村昭夫               |
| 2008年12月10日 | 1600m | モエレラッキー     | 牡3  | 大井   | 1:38.2 | 張田京     | 久保與造   | 鶴田稔                 |
| 2009年6月10日  | 1800m | フリートアピール   | 牡7  | 大井   | 1:53.8 | 御神本訓史 | 月岡健二   | 吉田俊介               |
| 2009年12月9日  | 1600m | ルクレルク         | 牡4  | 船橋   | 1:40.9 | 戸崎圭太   | 川島正行   | 吉田勝己               |
| 2010年4月14日  | 1800m | キングスゾーン     | 牡8  | 愛知   | 1:54.0 | 安部幸夫   | 原口次夫   | 杉本富士也             |
| 2010年12月8日  | 1600m | キングスゾーン     | 牡8  | 愛知   | 1:42.4 | 安部幸夫   | 原口次夫   | 杉本伸彦               |
| 2011年12月7日  | 1600m | ルクレルク         | 牡6  | 船橋   | 1:41.4 | 戸崎圭太   | 川島正行   | 吉田勝己               |
| 2012年4月5日   | 1600m | クリーン           | 牡8  | 船橋   | 1:41.4 | 本橋孝太   | 新井清重   | 小田切有一             |
| 2012年12月6日  | 1600m | タンゴノセック     | 牡8  | 高知   | 1:41.5 | 赤岡修次   | 田中守     | 古賀慎一               |
| 2013年12月3日  | 1600m | エミーズパラダイス | 牝4  | 船橋   | 1:40.1 | 石崎駿     | 川島正行   | 吉田照哉               |
| 2014年12月2日  | 1600m | サイオン           | 牡8  | 船橋   | 1:40.7 | 矢野貴之   | 川島正一   | 里見治                 |
| 2015年12月8日  | 1600m | サクラシャイニー   | 牡9  | 高知   | 1:40.6 | 赤岡修次   | 田中守     | 須田靖之               |
| 2016年12月6日  | 1600m | ミッキーヘネシー   | 牡7  | 高知   | 1:44.2 | 瀧川寿希也 | 別府真司   | 酒井孝敏               |
| 2017年12月5日  | 1600m | クラージュドール   | 牡7  | 船橋   | 1:40.7 | 森泰斗     | 川島正一   | （有）社台レースホース |
| 2018年12月11日 | 1600m | ベンテンコゾウ     | 牡4  | 船橋   | 1:41.6 | 御神本訓史 | 川島正一   | 大久保和夫             |
| 2019年12月10日 | 1600m | リッカルド         | 騸8  | 船橋   | 1:40.0 | 矢野貴之   | 佐藤裕太   | （株）レックス         |

### 各回競走結果の出典
- JBISサーチ
  - 2005年，2005年，2005年，2006年，2006年，2007年，2007年，2008年，2008年，2009年，2009年，2010年，2010年，2011年，2012年，2012年，2013年，2014年，2015年，2016年，2017年，2018年，2019年

## 同趣旨の競走
川崎競馬場では、2007年から例年1月に行われる「大師オープン」と「多摩川オープン」のオープン特別2競走を“地方交流”競走としている。ただし南関東地区以外の所属馬については、大師オープンでは報知オールスターカップ、多摩川オープンでは川崎記念にそれぞれ登録しながら除外された馬（補欠馬）を対象としており、出走枠は限られたものとなっている(他地区所属馬の出走枠は2頭である)。
船橋競馬場では、2007年10月24日にも「習志野市きらっと特別」という地方競馬全国交流のオープン特別競走が行われた。サラブレッド系3歳以上馬による競走で距離はダート1700メートル。優勝賞金は450万円であったが、出走馬は南関東以外の地区から2頭、全体でも8頭（うち1頭は出走取消）にとどまり、2008年以降は施行されていない。